# Арау
А́рау (А́арау, нем. Aarau) — город на севере Швейцарии, расположенный на реке Аре, административный центр кантона Аргау. Расположен на высоте 390 м над уровнем моря. Территория муниципалитета составляет 12,34 км². Население коммуны составляет 22 290 человек (31 декабря 2023).

## История
На территории Арау обнаружены артефакты неолитического периода, руины поселения бронзового века, остатки римского деревянного моста.
Город основан графами Кибург приблизительно в 1240 году. В 1264 году перешёл во владение Габсбургов и принадлежал им вплоть до взятия населённого пункта жителями Берна в 1415 году. В августе 1712 года здесь заключён мир, положивший конец Тоггенбургской войне. В марте 1798 года город был занят французскими войсками и объявлен столицей Гельветической республики, став первой столицей объединенной Швейцарии. В 1803 году город стал столицей расширенного кантона Аргау.
В начале XX века здесь учился Альберт Эйнштейн.
1 января 2010 года в состав Арау вошла бывшая коммуна Рор.

## Городское устройство
Городское собрание избирается жителями на срок 4 года и состоит из 50 человек. По итогам выборов 2021 года наибольшее число мест (14) занимает Социал-демократическая партия Швейцарии. На уровне районов некоторые вопросы управления решаются с помощью прямой демократии. Имеются необязательные и обязательные вопросы, выносимые на референдум, а население имеет право законодательной инициативы.

## Население
По данным переписи населения 2015 года 19,9 % населения являются иностранцами. Протестантская часть населения непрерывно уменьшается, составив в 2015 году 31,6 % жителей. 23,0 % населения являются католиками. Население на 31 декабря 2022 года — 21 807 человек.

## Архитектура

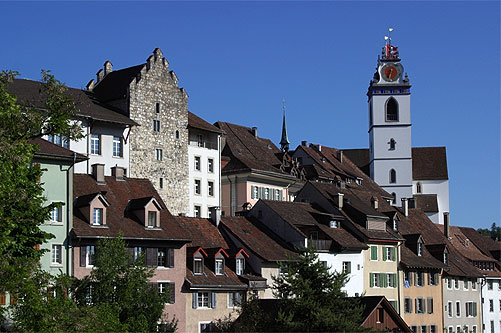
Вид города

Старый город формирует квадрат, состоящий из четырёх частей. Особая характеристика города — окрашенные фронтоны домов, благодаря которым Арау называют «город красивых фронтонов».
Крепость с башней XII века, городская церковь (между 1471 и 1478 годами), здание муниципалитета 1515 года, «Фонтан Правосудия» (1634), часовая башня Оберертурм, украшенная фреской «Танец Смерти», выполненной в кубистском стиле (1966).

## Музеи
- Художественная галерея (Aargauer Kunsthaus)
- Выставки (Forum Schlossplatz)
- Музей Арау (Naturama Aargau)
- Музей полиции (Polizeimuseum)
- Музей города (Stadtmuseum)
- Музей Отчизны (Heimatmuseum)
- Музей электричества (Elektro Museum)
- Исторический музей (Historisches Museum)
- Сокровищница церкви (Kirchenschatz-Museum)

## Спорт
Футбольный клуб «Арау» играет в высшей швейцарской лиге, начиная с 1902 года. Он трижды побеждал в чемпионате страны (1912, 1914, 1993) и выигрывал Кубок Швейцарии (1985).
Гандбольный клуб «ТВ Сур» дважды выигрывал швейцарское первенство.

## Города-побратимы
- Дельфт
- Невшатель
- Ройтлинген

## Известные уроженцы
- Максимилиан Бирхер-Беннер — врач.
- Эрика Буркарт — писательница.
- Клаус Мерц — прозаик, поэт, драматург.
- Фридрих Мюльберг — геолог и ботаник.
- Кристиан Райх — бобслеист.
- Эмиль Хасслер — ботаник, врач, этнограф.
- Фридрих Чокке — зоолог.